# Lista de monarcas atuais por tempo de reinado
Esta é uma lista de monarcas atualmente no poder por tempo de reinado, incluindo monarcas que não governam integralmente sobre uma nação (como sultões, emires e xeques). Em contrapartida, não são considerados os monarcas destituídos, ex officio (como o Co-principado de Andorra), monarcas constituintes, pretendentes reais ou chefes de monarquias simbólicas (como o Dalai Lama). O monarca  é o soberano de uma monarquia, governando-a normalmente de forma vitalícia ou até sua abdicação e transmitindo o poder por sucessão hereditária.
Atualmente, Hassanal Bolkiah é o monarca há mais tempo no poder, tendo sido investido no cargo de Sultão de Brunei em 5 de outubro de 1967 e, portanto, há 57 anos reina sobre o país. Hassanal Bolkiah, da Casa de Bolkiah, detém paralelamente o título de Primeiro-ministro, sendo um dos poucos monarcas com poderes absolutos no mundo contemporâneo. 
Em contrapartida, Leão XIV é o mais recente monarca entronizado, tendo ascendido ao trono em 8 de maio de 2025 após a sua eleição no Conclave de 2025 depois da morte de seu antecessor Francisco.

## Monarcas por tempo de reinado
| Monarca atual                     | Monarca atual            | Estado                 | Início do reinado      | Tempo de reinado   | Tempo de reinado | Antecessor (tempo de reinado)                   |
| Monarca                           | Imagem                   | Estado                 | Início do reinado      | (em anos)          | (em dias)        | Antecessor (tempo de reinado)                   |
| --------------------------------- | ------------------------ | ---------------------- | ---------------------- | ------------------ | ---------------- | ----------------------------------------------- |
| Sultão do Brunei Hassanal Bolkiah | Hassanal Bolkiah         | Brunei                 | 5 de outubro de 1967   | 57 anos e 9 meses  | 21107            | Omar Ali Saifuddien III (17 anos e 4 meses)     |
| Rei Carlos XVI Gustavo            | Carlos XVI Gustavo       | Suécia                 | 15 de setembro de 1973 | 51 anos e 10 meses | 18935            | Gustavo VI Adolfo (22 anos, 10 meses e 17 dias) |
| Rei Mswati III                    | Mswati III               | Essuatíni              | 21 de agosto de 1982   | 42 anos e 10 meses | 15673            | Sobhuza II (82 anos, 8 meses e 11 dias)         |
| Príncipe Hans-Adam II             | João Adão II             | Liechtenstein          | 13 de novembro de 1989 | 35 anos e 8 meses  | 13032            | Francisco José II (51 anos, 3 meses e 19 dias)  |
| Rei Haroldo V                     | Haroldo V                | Noruega                | 17 de janeiro de 1991  | 34 anos e 6 meses  | 12602            | Olavo V (33 anos, 3 meses e 27 dias)            |
| Rei Letsie III                    | Letsie III               | Lesoto                 | 7 de fevereiro de 1996 | 29 anos e 5 meses  | 10755            | Moshoeshoe II (24 anos, 1 mês e 6 dias)         |
| Rei Abdullah II                   | Abdullah II              | Jordânia               | 7 de fevereiro de 1999 | 26 anos e 5 meses  | 9659             | Hussein (46 anos, 5 meses e 27 dias)            |
| Rei Hamad bin Isa                 | Hamad bin Isa Al Khalifa | Bahrein                | 6 de março de 1999     | 26 anos e 4 meses  | 9632             | Isa bin Sulman (27 anos, 6 meses e 18 dias)     |
| Rei Maomé VI                      | Maomé VI                 | Marrocos               | 23 de julho de 1999    | 25 anos e 11 meses | 9493             | Hassan II (38 anos, 4 meses e 27 dias)          |
| Grão-Duqu Herique                 | Henrique de Luxemburgo   | Luxemburgo             | 7 de outubro de 2000   | 24 anos e 9 meses  | 9051             | João (35 anos, 10 meses e 25 dias)              |
| Rei Norodom Sihamoni              | Norodom Sihamoni         | Camboja                | 14 de outubro de 2004  | 20 anos e 9 meses  | 7583             | Norodom Sihanouk (11 anos e 20 dias)            |
| Príncipe Alberto II               | Alberto II               | Mónaco                 | 6 de abril de 2005     | 20 anos e 3 meses  | 7409             | Rainier III (55 anos, 10 meses e 28 dias)       |
| Rei Jigme Khesar                  | Jigme Khesar             | Butão                  | 9 de dezembro de 2006  | 18 anos e 7 meses  | 6797             | Jigme Singye (34 anos, 4 meses e 15 dias)       |
| Rei Tupou VI                      | Tupou VI                 | Tonga                  | 18 de março de 2012    | 13 anos e 4 meses  | 4871             | Jorge Tupou V (5 anos, 6 meses e 7 dias)        |
| Rei Guilherme-Alexandre           | Guilherme-Alexandre      | Países Baixos          | 30 de abril de 2013    | 12 anos e 2 meses  | 4463             | Beatriz (33 anos)                               |
| Emir Tamim bin Hamad              | Tamim bin Hamad          | Catar                  | 25 de junho de 2013    | 12 anos e 0 mês    | 4407             | Hamad bin Khalifa (17 anos, 11 meses e 29 dias) |
| Rei Filipe                        | Filipe da Bélgica        | Bélgica                | 21 de julho de 2013    | 11 anos e 11 meses | 4381             | Alberto II (19 anos, 11 meses e 12 dias)        |
| Rei Filipe VI                     | Filipe VI                | Espanha                | 19 de junho de 2014    | 11 anos e 1 mês    | 4048             | Juan Carlos (38 anos, 6 meses e 28 dias)        |
| Rei Salman                        | Salman                   | Arábia Saudita         | 23 de janeiro de 2015  | 10 anos e 5 meses  | 3830             | Abdullah (9 anos, 5 meses e 22 dias)            |
| Rei Rama X                        | Rama X                   | Tailândia              | 13 de outubro de 2016  | 8 anos e 9 meses   | 3201             | Rama IX (70 anos, 4 meses e 4 dias)             |
| Imperador Naruhito                | Naruhito                 | Japão                  | 1 de maio de 2019      | 6 anos e 2 meses   | 2271             | Akihito (30 anos, 3 meses e 24 dias)            |
| Sultão Haitham bin Tariq          | Haitham bin Tariq        | Omã                    | 11 de janeiro de 2020  | 5 anos e 6 meses   | 2016             | Qabus bin Said (49 anos, 5 meses e 18 dias)     |
| Presidente Maomé bin Zayed        | Maomé bin Zayed          | Emirados Árabes Unidos | 14 de maio de 2022     | 3 anos e 2 meses   | 1162             | Khalifa bin Zayed (17 anos, 6 meses e 12 dias)  |
| Rei Carlos III                    | Carlos III               | Reino Unido            | 8 de setembro de 2022  | 2 anos e 10 meses  | 1045             | Isabel II (70 anos, 7 meses e 2 dias)           |
| Rei Carlos III                    | Carlos III               | Austrália              | 8 de setembro de 2022  | 2 anos e 10 meses  | 1045             | Isabel II (70 anos, 7 meses e 2 dias)           |
| Rei Carlos III                    | Carlos III               | Canadá                 | 8 de setembro de 2022  | 2 anos e 10 meses  | 1045             | Isabel II (70 anos, 7 meses e 2 dias)           |
| Rei Carlos III                    | Carlos III               | Nova Zelândia          | 8 de setembro de 2022  | 2 anos e 10 meses  | 1045             | Isabel II (70 anos, 7 meses e 2 dias)           |
| Emir Mishal al-Ahmad              | Mishal al-Ahmad          | Kuwait                 | 16 de dezembro de 2023 | 1 ano e 7 meses    | 581              | Nawaf al-Ahmad (3 anos, 2 meses e 16 dias)      |
| Rei Frederico X                   | Frederico X              | Dinamarca              | 14 de janeiro de 2024  | 1 ano e 6 meses    | 552              | Margarida II (52 anos)                          |
| Papa Leão XIV                     | Leão XIV                 | Vaticano               | 8 de maio de 2025      | 2 meses            | 72               | Francisco (12 anos, 1 mês e 8 dias)             |